# Asperula majoriflora
Asperula majoriflora är en måreväxtart som beskrevs av Vincze von Borbás och Eduard Formánek. Asperula majoriflora ingår i släktet färgmåror, och familjen måreväxter. Inga underarter finns listade i Catalogue of Life.